# Cyclophiline A
La cyclophiline A est une protéine appartenant à la famille des cyclophilines ayant une activité de Peptidyl prolyl isomérase. Son gène est le PPIA situé sur le chromosome 7 humain.
Il s'agit, historiquement, de la première cyclophiline identifiée.

## Rôles
Comme les autres peptidyl prolyl isomérases, elle permet la transformation de certaines protéines de la forme trans à la forme cis, modulant leur activité, dont la guanylate cyclase A.
L'expression de la protéine est augmentée par le stress oxydatif, par l'hypoxie.
Au niveau cardio-vasculaire, elle favorise la prolifération des cellules musculaires lisses de l'endothélium ainsi que l'inflammation et la formation des thrombus. Elle entre ainsi dans le mécanisme de la genèse de l'athérome. Elle pourrait également jouer un rôle dans la survenue d'une cardiomyopathie hypertrophique et des anévrismes aortiques. Son taux sanguin est augmenté lors d'un syndrome coronarien aigu et pourrait être utilisé en tant que marqueur biologique de cette maladie ou d'une hypertension artérielle.
Au niveau neurologique, elle permet la translocation de l'AIF (« apoptosis-inducing factor »), activant ainsi ce dernier en cas d'ischémie cérébrale.
Au niveau infectieux, elle favorise la réplication de certains virus (hépatite C, VIH...) et inhibe celle d'autres (rotavirus, virus de la grippe...).
Elle intervient également dans la périodontite, dans la polyarthrite rhumatoïde ainsi que dans l'asthme.
En pharmacie, il s'agit de la cible de la cyclosporine, un médicament immunosuppresseur, les deux molécules inhibant la calcineurine. La cyclophiline A est étudiée comme cible pour des traitements anti-cancéreux.